# カルロス・アローヨ (バスケットボール)
カルロス・アローヨ（Carlos Arroyo）ことカルロス・アルベルト・アローヨ・ベルムデス（Carlos Alberto Arroyo Bermúdez、1979年7月30日 - ）は、プエルトリコのプロバスケットボール選手。ファヤルド出身。ポジションはポイントガード。プエルトリコ人では5人目のNBAプレーヤー。

## NBAでの経歴
フロリダ国際大学在学中NCAAで活躍。
卒業後、トロント・ラプターズと契約したが、シーズン途中の2002年1月に解雇され、一時スペインのサスキ・バスコニアでプレー後、同年3月、デンバー・ナゲッツと契約。
同年シーズン終了後、ユタ・ジャズと契約。2003年にジョン・ストックトンが引退した後は、ポイントガードのポジションを埋める活躍を見せる。11月14日のミネソタ・ティンバーウルブズ戦ではプエルトリコ出身選手としては最多記録となる30得点をマークした。
2005年1月、ジェリー・スローンHCとの確執を理由に、エルデン・キャンベル（Elden Campbell）との交換によりデトロイト・ピストンズへトレードされる（キャンベルは直後に放棄されピストンズ復帰）。同シーズン、プエルトリコ人としてはアルフレッド・リー（Alfred Lee）（ロサンゼルス・レイカーズ）以来2人目となるNBAファイナル進出を果たすが、敗退。
2006年2月、ダーコ・ミリチッチとともに、ケルビン・ケイトー（Kelvin Cato）およびドラフト指名権との讓渡でオーランド・マジックへ移籍。
2008年、ユーロリーグを幾度も制覇している欧州の名門マッカビ・テルアビブへ移籍。
2009年、NBAのマイアミ・ヒートへ移籍。
2011年、NBAのボストン・セルティックスへ移籍。その後、トルコのベシクタシュJKへ移籍した。

## プエルトリコ代表
プエルトリコ代表としてアテネ五輪及び2006年世界選手権に出場した。2006年世界選手権代表のうちNBA所属はカルロス・アローヨとピーター・ラモスの2人であった。2010年にトルコで開かれる世界選手権の南アメリカ大陸予選に出場、準優勝を果たすと共に大会ベスト5にも選出された。（本大会出場権獲得）
2016年にセルビアで開かれたリオ五輪世界最終予選を最後に代表引退を表明した。